# بیش‌انگشتی چسبیده
بیش‌انگشتی چسبیده (انگلیسی: Polysyndactyly) یک ناهنجاری کالبدشناختی ارثی است که ترکیبی از بیش‌انگشتی و انگشت‌چسبی به‌شمار می‌آید. نوعی از آن نیز وجود دارد که به آن بیش‌انگشتی متقاطع می‌گویند.
بیش‌انگشتی چسبیده یک ناهنجاری مادرزادی نادر است که عمدتاً انگشتان سوم و چهارم و انگشت پنجم را درگیر می‌کند. این نقص با هیچ ناهنجاری در خارج از دست و پا همراه نیست و تفاوت‌های جنسیتی خاصی در بروز آن وجود ندارد.